# Mary Blewett
Mary H. Blewett (1938) es una académica, historiadora, escritora, y feminista estadounidense, especializado en historia social, historia de las mujeres, e historiografía sindical de EE. UU. Fue una amiga de toda la vida de Gabriele Annan, a quien conoció en un internado, de Inglaterra.
Blewett es profesora emérita de historia, en la Universidad de Massachusetts Lowell, habiéndose retirado en 2002, tras 36 años. También dio conferencias durante veinte años en varios museos y sociedades históricas de Massachusetts.

## Obra

### Algunas publicaciones
- 1984. Caught Between Two Worlds: The Diary of a Lowell Mill Girl, Susan Brown of Epsom, New Hampshire (Atrapados entre dos mundos: el diario de una chica de Lowell Mill, Susan Brown de Epsom, New Hampshire), editor Lowell Museum, 63 p. ISBN 094247208X ISBN 9780942472080

- 1988. Men, Women and Work: Class, Gender, and Protest in the New England Shoe Industry, 1780-1910 (Hombres, mujeres y trabajo: clase, género y protesta en la industria del calzado en Nueva Inglaterra, 1780-1910) 472 p. ISBN 0252014847 (que ganó el Premio 1989 Joan Kelly Memorial en Historia de Mujeres, por la Asociación de Historia Gremial y Obrera.[2] (Joan Wallach Scott fue el copremiado, ese año.)

- 1990. The Last Generation: Work and Life in the Textile Mills of Lowell, Massachusetts, 1910-1960 (La última generación: trabajo y vida en los molinos textiles de Lowell, Massachusetts, 1910-1960), 330 p. ISBN 0870237128 ISBN 978-0870237126 Se incluyen historias orales de 30 trabajadores textiles, entre ellos hilanderos, tejedores, telares

- 1995. To Enrich and to Serve: The Centennial History of the University of Massachusetts, Lowell (Enriquecer y servir: la historia del centenario de la Universidad de Massachusetts, Lowell), 224 p. ISBN 0898659256 ISBN 978-0898659252

- 2000. Constant Turmoil: The Politics of Industrial Life in Nineteenth Century New England (Agitación constante: la política de la vida industrial en el siglo XIX en Nueva Inglaterra), 544 p. ISBN 1558492399 ISBN 978-1558492394 En parte narrativa, en parte análisis, este libro reconstruye la compleja historia de la industria textil del sudeste de Nueva Inglaterra durante el siglo XIX.

- 2009. The Yankee Yorkshireman: Migration Lived and Imagined (Studies of World Migrations) (The Yankee Yorkshireman: Migración vivida e imaginada (Estudios de migraciones mundiales)),   232 p. ISBN 978-0252034053 ISBN 0252034058 Estudio de evaluación textual y contextual de los escritos de Hedley Smith, nacido en Yorkshire (1909-94), cuya representación de la aldea ficticia de Briardale, Rhode Island, captura una diáspora laboral de principios del siglo XX poblada por trabajadores textiles.

- 2014. Dealt Hands: A Novel of the Seventies (Manos Repartidas: una novela de los años setenta) editor Publishnext, 240 p. ISBN 0578145324 ISBN 9780578145327